# Polynesia (Schiff)
Die zweite Polynesia der Hamburg-Amerikanischen Packetfahrt-Actien-Gesellschaft (Hapag) war ein Kombischiff für den Kosmos-Dienst zur Westküste Südamerikas, wo eine Betriebsgemeinschaft mit der Deutschen Dampfschiffahrts-Gesellschaft (DDG) Kosmos bestand und die Hapag ab 1905 ihren Anteil erhöhen sollte.
Zu Beginn des Ersten Weltkriegs lief die Polynesia Montevideo an und wurde dort 1917 bei Kriegseintritt Uruguays beschlagnahmt und dann als Colonia in Fahrt gebracht.
1927 erwarb der Reeder Arnold Bernstein in Hamburg das Schiff und betrieb es als Hohenstein. 1935 übertrug er das Schiff auf die Palestine Shipping Company und setzte es bis 1938 als  Auswandererschiff Tel Aviv zwischen Triest und Haifa ein.

## Geschichte
Das Schiff gehörte zu den drei Schwesterschiffen der Polynesia-Klasse, die die Hamburger Reederei für den Dienst an die Westküste Amerikas bauen ließ. Bei diesen Schiffen handelte es sich um Nachbauten der fünf Schiffe vom Typ Osiris, die von Blohm & Voss zwischen 1902 und 1904 an die DDG Kosmos für dieselbe Route geliefert worden waren. Die Hapag-Schiffe hatten allerdings eine verbesserte und vergrößerte Passagiereinrichtung.
Die von der Reiherstiegwerft in Hamburg gebaute Polynesia (6.022 BRT) hatte Kabinen mit zwei Betten für bis zu 66 Fahrgäste in der I. Klasse, für die auch ein Speisesaal mit 49 Plätzen zur Verfügung stand. Die 24 Passagiere in der II. Klasse wurden in Zwei- oder Vier-Bett-Kabinen untergebracht. Für die bis zu 42 Fahrgäste der III. Klasse standen vier Kammern im Achterschiff zur Verfügung.
Am 24. Dezember 1904 lief die Polynesia zu ihrer Jungfernreise aus und verblieb bis 1914 auf der Route an die amerikanische Westküste wie ihre Schwesterschiffe Thuringia (6.152 BRT, bis 1906 als California eingesetzt) von Blohm & Voss und Thessalia (6.146 BRT) aus Flensburg.
Am 5. August 1914 wurde die Polynesia aufgrund des Ausbruchs des Ersten Weltkriegs in Montevideo aufgelegt. Am 4. September 1917 wurde das Schiff mit dem ebenfalls in Montevideo aufliegenden Schwesterschiff Thuringia von der Regierung Uruguays beschlagnahmt und kam als Colonia in Fahrt.

## Im Dienst von Arnold Bernstein
1927 erwarb der Reeder Arnold Bernstein die ehemalige Polynesia und betrieb sie als Hohenstein. 1935 gründete Bernstein die Palestine Shipping Company in Haifa, die die überholte Hohenstein unter dem Namen Tel Aviv erhielt. Sie sollte zwischen Triest und Haifa einen sicheren und preiswerten Weg für Juden nach Palästina ermöglichen. Grundlage für eine sichere Übersiedlung war das Ha’avara-Abkommen zwischen Zionisten und dem Reichswirtschaftsministerium, das nach dem Willen der SS eine zügige Ausreise und wirtschaftliche Vorteile für das Deutsche Reich ermöglichte und die anfangs bestehenden britischen Regeln für eine Ansiedlung im Mandatsgebiet berücksichtigten.
Anfang 1935 unternahm dieses Schiff seine erste Fahrt von Bremerhaven nach Haifa. Bei dieser Fahrt trug das Schiff am Rumpf in hebräischen Lettern den neuen Namen Tel Aviv, während vom Mast die Hakenkreuzflagge wehte, „eine Kombination von metaphysischer Absurdität“, schrieb ein Mitreisender später dazu. Der Kapitän des Schiffes, Leidig, war eingeschriebenes Mitglied der NSDAP. Das am 17. Mai 1935 in Haifa registrierte Schiff verblieb im Mittelmeer und transportierte jüdische Auswanderer von Triest nach Haifa. Die Verhaftung Bernsteins im Januar 1937 und dann auch einsetzende Behinderung einer legalen Einreise nach Palästina entzogen der Palestine Shipping Company die Betriebsbedingungen.
1938 veräußerte man das Schiff zum Abbruch nach Japan.